# Ауд (княжество)
Княжество Ауд, также Королевство Ауд или Княжество Авадх (урду ریاست اودھ‎) — туземное княжество в регионе Ауд на Севере Индии до его аннексии англичанами в 1856 году. Название Ауд, ныне устаревшее, когда-то было англизированным названием штата, также исторически записываемым как Ауде.
По мере того, как Империя Великих Моголов приходила в упадок и децентрализовалась, местные губернаторы в Ауде начали требовать большей автономии, и в конечном итоге Ауд превратился в независимое государство, управляющее плодородными землями Центрального и Нижнего Доаба. Когда Британская Ост-Индская компания вошла в Бенгалию и нанесла решительное поражение Ауду в битве при Буксаре в 1764 году, Ауд попал в британскую орбиту.
Столица Ауда находилась в городе Файзабад, но политические агенты Компании, официально известные как «Резиденты», располагались в Лакхнау. Наваб Ауд, один из богатейших князей, оплатил и построил резиденцию в Лакхнау в рамках более широкой программы благоустройства города.
Ауд присоединился к другим индийским княжествам в восстании против британского правления в 1858 году во время одной из последних акций индийского восстания 1857 года. В ходе этого восстания отряды Британской индийской армии из Бомбейского президентства в ходе одной стремительной кампании преодолели разрозненную группу индийских княжеств. Повстанцы продолжали вести спорадические партизанские столкновения до весны 1859 года. Это восстание также исторически известно как Аудская кампания.
После британской аннексии Ауд Доктриной Ляпсуса Северо-Западные провинции стали Северо-Западными провинциями и Аудом.

## История
Аудская суба была одной из первых 12 суб (позже расширенных до 15 суб к концу правления Акбара), созданных Акбаром во время его административных реформ 1572—1580 годов. Суба была разделена на саркары, или районы. В дальнейшем саркары были разделены на парганы или махалы. Когда империя Великих Моголов начала распадаться в начале 18 века, Ауд, как и многие субы, стал фактически независимым.

### Создание княжества
Саадат Али Хан I был назначен навабом Ауд 9 сентября 1722 года, сменив Гирдхара Бахадура. Он немедленно подчинил автономных шейхзадов Лакхнау и раджу Мохана Сингха из Тилоя, объединив Ауд как государство. В 1728 году Ауд дополнительно приобрел Варанаси, Джаунпур и прилегающие земли у могольского дворянина Рустама Али Хана и установил стабильный сбор доходов в этой провинции после подавления вождя Азамгарха Махабат-хана:44. В 1739 году Саадат-хан мобилизовал Ауд для защиты от вторжения Надир-шаха в Индию, в конечном итоге будучи захваченный в битва при Карнале. Он пытался сотрудничать с Надир-шахом, но умер в Дели.
В 1740 году его преемник Сафдар Джанг перенес столицу государства из Айодхьи в Файзабад. Сафдар Джанг получил признание от шаха Персии после уплаты дани. Он продолжил экспансионистскую политику Саадат-хана, пообещав военную защиту Бенгалии в обмен на форты в Рохтасгархе и Чунаре, и аннексировал части Фаррухабада с военной помощью Моголов, которым правил Мухаммад Хан Бангаш.
По мере того, как региональные чиновники утверждали свою автономию в Бенгалии и Декане, а также с ростом империи Маратхов, правители Аудха постепенно утверждали свой собственный суверенитет. Сафдар Джанг зашел так далеко, что контролировал правителя Дели, посадив Ахмада шаха Бахадура на трон Великих Моголов при содействии другой знати Великих Моголов. В 1748 году он получил титул субадара Аллахабада при официальной поддержке Ахмад-шаха. Возможно, это был зенит территориального размаха Ауда:132.
Следующий наваб, Шуджа ад-Даула, ещё больше расширил контроль Ауд над императором Великих Моголов. Он был назначен вазиром могольского императора Шаха Алама II в 1762 году и предложил ему убежище после его неудачных кампаний против англичан в Бенгальской войне.

### Британский контроль
Поскольку княжество Ауд было расположено в процветающем регионе, Британская Ост-Индская компания вскоре обратила внимание на достаток, в котором жили навабы Ауд. Прежде всего, британцы стремились защитить границы Бенгалии и свою прибыльную торговлю там; только позже произошла прямая экспансия.

#### Шуджа-уд-Даула
Британское господство было установлено в битве при Буксаре в 1764 году, когда Ост-Индская компания разгромила союз между навабом Ауд Шуджа ад-Даулой и свергнутым навабом Бенгалии Мир Касимом. Битва стала поворотным моментом для некогда восходящей звезды Ауд. Непосредственным результатом стала британская оккупация форта в Чунаре и передача провинций Кора и Аллахабад правителю Великих Моголов Шаху Аламу II по Бенаресскому договору (1765). Далее Шуджа ад-Даула должен был выплатить 5 миллионов рупий в качестве компенсации, которая была выплачена в течение одного года:158. Долгосрочным результатом было бы прямое британское вмешательство во внутренние государственные дела Ауд, полезное в качестве буферного государства против маратхов. Договор также предоставил британским торговцам особые привилегии и освобождение от многих таможенных пошлин, что привело к напряженности в связи с установлением британских монополий.
Шуджа-уд-Даула купил провинции Великих Моголов Кору и Аллахабад по Бенаресскому договору (1773) с англичанами (которые фактически контролировали этот район) за 50 лакхских рупий, увеличил расходы на наемников компании и военную помощь в Первой Рохиллской войне (1774—1775), чтобы расширить Ауд в качестве буферного государства против интересов маратхов:65. Этот шаг, предпринятый Уорреном Хастингсом, был непопулярен среди остального руководства Компании, но Гастингс продолжил жесткую политику в отношении Ауда, оправдывая военную помощь попыткой укрепить статус Ауда как буферного государства против маратхов. Для формирования политики княжества Ауд и руководства его внутренними делами Гастингс в том же году назначил резидента Натаниэля Миддлтона в Лакхнау. По завершении Первой Рохиллской войны в 1774 году Ауд получил весь Рохилкханд и регион Среднего Доаба, оставив независимое государство Рампур в качестве анклава Рохилкханд.

#### Асаф-уд-Даула
Асаф ад-Даула (1775—1797) присоединился к навабству Ауд с британской помощью в обмен на Бенаресский договор (1775), который еще больше увеличил стоимость наемников и уступил саркары Бенареса, Газипура, Чунара и Джаунпура. С этого времени и далее Ауд последовательно выполнял требования Компании, которая продолжала требовать большего земельного и экономического контроля над княжеством.
Чунарский договор (1781) был направлен на сокращение численности британских войск на службе Ауда, чтобы сократить расходы, но эта мера потерпела неудачу из-за нестабильности правления Асаф-уд-Даулы и, следовательно, его зависимости от британской помощи, по сути, как марионеточного режима.

#### Поздние правители
Саадат Али Хан II взошел на трон Ауда в 1798 году, благодаря британскому вмешательству, в том числе личному провозглашению генерал-губернатором Бенгалии сэром Джоном Шором в Лакхнау своего правления. Договор, подписанный 21 февраля 1798 года, увеличил субсидию, выплачиваемую британцам, до 70 лакских рупий в год.
В свете наполеоновских войн и требований Британии увеличить доходы от компании, в 1801 году Саадат Али хан II уступил весь Рохилкханд и Нижний Доаб, а также саркар Горакхпур под давлением лорда Уэлсли британцам вместо ежегодной дани. Уступка вдвое уменьшила размер государства, сократив его до первоначального могольского субаха Авадха (за исключением Горакхпура, который был передан) и окружила его британской территорией, находящейся под прямым управлением, что сделало его бесполезным в качестве буфера. Договор также обязывал создать правительство, которое в первую очередь служило бы гражданам Ауд. Именно на основании невыполнения этого требования британцы позже оправдали аннексию Ауд.
Фаррухабад и Рампур еще не были аннексированы англичанами; вместо этого они на данный момент служили отдельными княжествами.
Королевство стало британским протекторатом в мае 1816 года (однако государство было неофициальным британским протекторатом с 1764 года, имея небольшую внешнюю автономию). Три года спустя, в 1819 году, Гази-уд-Дин Хайдар-шах принял титул падшаха (короля), что означало официальную независимость от Империи Великих Моголов по совету маркиза Гастингса.
На протяжении начала 1800-х годов вплоть до аннексии несколько областей постепенно отошли к британцам.

### Британская аннексия
7 февраля 1856 года по приказу лорда Далхаузи, генерала Ост-Индской компании, король Ауд (Ваджид Али Шах) был свергнут, и его королевство было присоединено к Британской Индии в соответствии с Доктриной отставки на основании предполагаемых внутренних беспорядков.
Между 5 июля 1857 года и 3 марта 1858 года произошел переворот, вызванный тем, что сын свергнутого короля присоединился к Индийскому восстанию 1857 года. Во время восстания британцы потеряли контроль над территорией; они восстановили свое правление в течение следующих восемнадцати месяцев, в течение которых происходили массовые убийства, подобные тем, которые произошли во время осады Канпура.
После того, как территория Ауда была объединена с Северо-Западными провинциями, она образовала более крупную провинцию Северо-Западных провинций и Ауд. В 1902 году последняя провинция была переименована в Объединенные провинции Агра и Ауд, а в 1904 году регион в составе новых Объединенных провинций, соответствующий бывшим Северо-Западным провинциям и Ауду, был переименован в провинцию Агра.

## Правители
Первый правитель государства Ауд принадлежал к шиитской мусульманской семье Сайидов и происходил от Мусы аль-Кадима из Нишапура. Но династия также принадлежала по отцовской линии к Кара Коюнлу через Кара Юсуфа. Они были известны своим секуляризмом и широтой взглядов.
Все правители использовали титул «Наваб».
| Титул                                | Начало правления | Конец правления  | Имя                                                        |
| ------------------------------------ | ---------------- | ---------------- | ---------------------------------------------------------- |
| Судабар Наваб                        | 1722             | 19 марта 1739    | Бурхан аль-Мульк Мир Мухаммад Амин Мусави Саадат Али Хан I |
| Судабар Наваб                        | 19 марта 1739    | 28 апреля 1748   | Абул Мансур Мирза Мухаммад Муким Али Хан                   |
| Наваб Вазир аль-Мамалик              | 28 апреля 1748   | 13 мая 1753      | Абул Мансур Мирза Мухаммад Муким Али Хан                   |
| Субадар Наваб                        | 5 ноября 1753    | 5 октября 1754   | Абул Мансур Мирза Мухаммад Муким Али Хан                   |
| Субадар Наваб                        | 5 октября 1754   | 15 февраля 1762  | Джалал ад-Дин Шуджа ад-Даула Хайдар                        |
| Наваб Вазир аль-Мамалик              | 15 февраля 1762  | 26 января 1775   | Джалал ад-Дин Шуджа ад-Даула Хайдар                        |
| Наваб Вазир аль-Мамалик              | 26 января 1775   | 21 сентября 1797 | Асаф ад-Даула Амани                                        |
| Наваб Вазир аль-Мамалик              | 21 сентября 1797 | 21 января 1798   | Мирза Вазир Али Хан                                        |
| Наваб Вазир аль-Мамалик              | 21 января 1798   | 11 июля 1814     | Ямин ад-Даула Назималь-Мульк Саадат Али Хан II Бахадур     |
| Наваб Вазир аль-Мамалик              | 11 июля 1814     | 19 октября 1818  | Гази ад-Дин Рафаат ад-Даула Абуль-Мозаффар Хайдар Хан      |
| Король (Падшах-и-Авад, Шаха-и-Заман) | 19 октября 1818  | 19 октября 1827  | Гази ад-Дин Рафаат ад-Даула Абуль-Мозаффар Хайдар Хан      |
| Король (Падшах-и-Авад, Шаха-и-Заман) | 19 октября 1827  | 7 июля 1837      | Насир ад-Дин Хайдар Сулейман Джах Шах                      |
| Король (Падшах-и-Авад, Шаха-и-Заман) | 7 июля 1837      | 17 мая 1842      | Мойин ад-Дин Абу-ль-Фатх Мохаммад Али Шах                  |
| Король (Падшах-и-Авад, Шаха-и-Заман) | 17 мая 1842      | 13 февраля 1847  | Насир ад-Даула Амджад Али Торайя Джах Шах                  |
| Король (Падшах-и-Авад, Шаха-и-Заман) | 13 февраля 1847  | 7 февраля 1856   | Назир ад-Дин Абд аль-Мансур Мухаммад Ваджид Али Хан        |
| Король (Падшах-и-Авад, Шаха-и-Заман) | 5 июля 1857      | 3 марта 1858     | Бирджис Кадр (во время восстания)                          |

## Демография
В начале восемнадцатого века население Ауд оценивалось в 3 миллиона человек. Ауд претерпел демографический сдвиг, в результате которого Лакхнау и Варанаси расширились, превратившись в мегаполисы с населением более 200 000 человек в течение XVIII века за счет Агры и Дели. В течение этого периода земля на берегах Джамны страдала от частых засушливых периодов, в то время как Байсвара — нет:38.
Хотя им правили мусульмане, большинство, примерно четыре пятых населения Ауд были индуистами:155.

## Культура
Навабы Ауд были потомками династии Сайидов из Нишапура в Персии. Они были мусульманами-шиитами и продвигали шиизм как государственную религию. Гази-уд-Дин Хайдар-шах учредил «Oudh Bequest», систему фиксированных платежей британцев, выплачиваемых священным шиитским городам Наджаф и Кербела. Эти выплаты, наряду с пожизненными стипендиями женам и матери Гази-уд-Дина, служили процентами по третьему кредиту Ауд, взятому в 1825 году.
Города Аллахабад, Варанаси и Айодхья были важными местами паломничества последователей индуизма и других дхармических религий. Город Бахрейн также почитался некоторыми мусульманами.